# Jiacuo
Jiacuo (kinesiska: 加措, 加措乡) är en socken i Kina. Den ligger i den autonoma regionen Tibet, i den sydvästra delen av landet, omkring 390 kilometer väster om regionhuvudstaden Lhasa. Antalet invånare är 1 319. Befolkningen består av 629 kvinnor och 690 män. Barn under 15 år utgör 26,0 %, vuxna 15-64 år 68 %, och äldre över 65 år 4,0 %.
Genomsnittlig årsnederbörd är 830 millimeter. Den regnigaste månaden är juli, med i genomsnitt 197 mm nederbörd, och den torraste är december, med 9 mm nederbörd.